# سلطة القمح

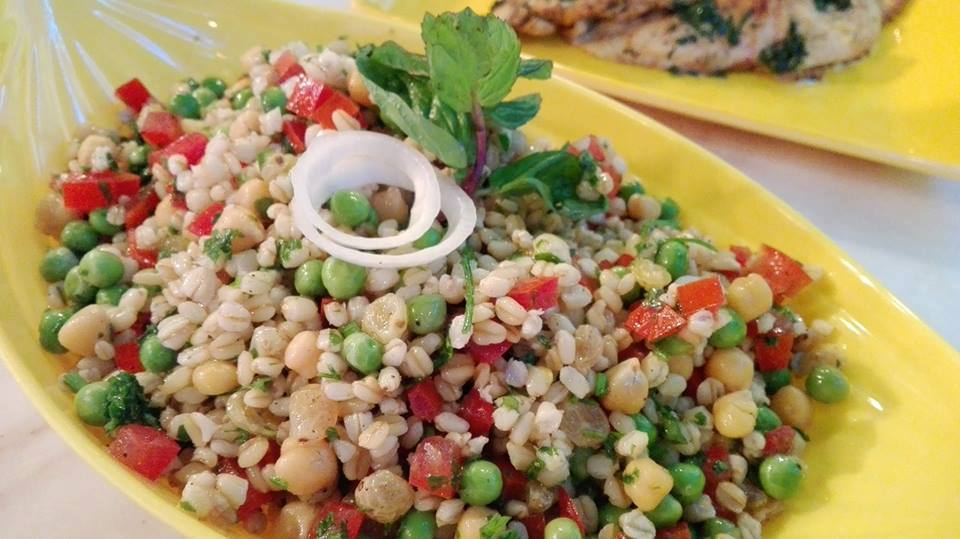
سلطة قمح

سلطة القمح هي نوع من السلطات العربية تتكون من القمح والذرة والطماطم والجزر والخيار والمخلل والليمون والبقدونس وزيت الزيتون والملح.